# Пижово (Печорський район)
Пижово (рос. Пыжово) — присілок в Печорському районі Псковської області Російської Федерації.
Населення становить 55 осіб. Входить до складу муніципального утворення Муніципальне утворення Печори.

## Історія
Від 2015 року входить до складу муніципального утворення Муніципальне утворення Печори.

## Населення
| 2001 | 2002 | 2010 |
| ---- | ---- | ---- |
| 70   | ↘53  | ↗55  |